# Cochlostoma roseoli
Cochlostoma roseoli, auch Breitlippige Turmdeckelschnecke ist eine auf dem Land lebende Schneckenart aus der Familie der Walddeckelschnecken (Cochlostomatidae) in der Ordnung Architaenioglossa („Alt-Bandzüngler“).

## Merkmale
Das rechtsgewundene Gehäuse ist 9 bis 12 mm hoch und 4,5 bis 6 mm breit. Der Apex des Gehäuses ist oft trunkiert. Es besitzt neun Windungen; die obersten zwei bis drei Windungen sind bei erwachsenen Tieren leer und werden oft abgeworfen. Wenn sie vorhanden sind, sind sie glasartig glänzend und durchsichtig. Die Oberfläche ist mit kräftigen, scharfen und gleichartigen Rippen bedeckt. Sie sind regelmäßig angeordnet und stehen ziemlich dicht. Die leicht schief stehenden, aber kaum gebogenen Rippen fehlen nur auf den Embryonalwindungen, und stehen auf der Endwindung etwas weiter.
Die Mündung ist sehr weit und steht senkrecht auf der Windungsachse. Der dünn und scharf auslaufende und sehr zerbrechliche Mundsaum ist breit nach außen umgeschlagen und stark erweitert. Im Spindel- und Parietalbereich ist er ohrförmig ausgezogen. Der Gaumenbereich ist braun gefärbt.
Die Grundfarbe des Gehäuses ist horngelb, oder violettbraun, wenn das Tier im Gehäuse eingetrocknet ist. Die Rippen und der dünnschalige, zerbrechliche Mundsaum sind matt gelbweiß gefärbt.
Das leicht konkav gewölbte Operkulum besteht aus einer hornartigen Platte, die außen eine dünne verkalkte Auflage hat. Die Oberfläche erscheint gekörnelt und matt. Die Auflage wird leistenartig verdickt. Die Windungen des Operkulums sind dadurch gut markiert, die Leisten sind fein radial gestreift.

## Geographische Verbreitung und Lebensraum
Das Verbreitungsgebiet der Art erstreckt sich von der Herzegowina über Montenegro bis nach Nordalbanien. Die Tiere leben dort in offenen Habitaten auf kalkigem Untergrund.

## Taxonomie
Das Taxon wurde 1901 von Anton Josef Wagner unter dem Namen Pomatias (Pleuropoma) roseoli erstmals beschrieben. Das Typmaterial stammt von Avtovac (Gacko, Herzegowina). Sie wird heute als Cochlostoma (Holcopoma) roseoli (A. Wagner, 1901) bezeichnet.
Derzeit wird die Art in sechs Unterarten untergliedert:
- Cochlostoma (Holcopoma) roseoli kiriense (A.J. Wagner, 1906)
- Cochlostoma (Holcopoma) roseoli prekalense (Polinski, 1924)
- Cochlostoma (Holcopoma) roseoli rioliense (A.J. Wagner, 1914)
- Cochlostoma (Holcopoma) roseoli roseoli (A.J. Wagner, 1901)
- Cochlostoma (Holcopoma) roseoli scutariense (A.J. Wagner, 1906)

## Belege

### Online
- AnimalBase - Cochlostoma roseoli